# Yúrivka (Lugansk)
Yurivka (en ucraniano: Юр'ївка; en ruso: Юрьевка, romanizado: Yurevka) es un asentamiento urbano ucraniano perteneciente al óblast de Lugansk. Situado en el este del país, hasta 2020 era parte del raión de Lutúgine, pero hoy es parte del raión de Alchevsk y del municipio (hromada) de Alchevsk. Sin embargo, según el sistema administrativo ruso que ocupa y controla la región, Yurivka sigue perteneciendo al raión de Lutúgine.
El asentamiento se encuentra ocupado por Rusia desde la guerra del Dombás, siendo administrado como parte de la de facto República Popular de Lugansk y luego ilegalmente integrado en Rusia como parte de la República Popular de Lugansk rusa.

## Geografía
Yurivka está a orillas del río Bila, 20 km al suroeste de Lutúgine y 25 km al oeste de Lugansk.

## Historia
Yuryivka fue fundada en la década de 1840 cuando Ivan Shterich. Hasta la década de 1870 tenía el nombre de Shcheglivka (en ucraniano: Щеглівка) porque la familia Shterich tuvo que vender el asentamiento a Shcheglov por deudas. La mayoría de los inmigrantes que llegaron al pueblo en el siglo XIX procedía de las regiones centrales de Ucrania. El ferrocarril pasaba por el pueblo y en 1905 se inauguró una estación de pasajeros de ferrocarril. En 1912 se produjeron levantamientos campesinos, que fueron brutalmente reprimidos donde 20 de los participantes más activos fueron arrestados.
El pueblo fue elevado a la categoría de asentamiento de tipo urbano en 1938.
Durante la Segunda Guerra Mundial, la ocupación nazi duró desde mediados de julio de 1942 hasta el 1 de septiembre de 1943. Durante la ocupación, más de 50 personas (en su mayoría niñas) fueron llevadas a trabajar en Alemania y en la lucha por Yurivka, la mayoría de escuelas resultaron destruidas.
El asentamiento alcanzó su apogeo en la década de 1970.
En 2014, durante la guerra del Dombás, los separatistas prorrusos tomaron el control de Yurivka y desde entonces está controlado por la autoproclamada República Popular de Lugansk.

## Demografía
La evolución de la población de Yurivka entre 1904 y 2022 fue la siguiente:
| 350                                                           | 126 | 4555 | 3514 | 3075 | 2988 | 2912 | 2882 |
| (Fuente: Cities & Towns of Ukraine y UKRAINE: Größere Städte) |     |      |      |      |      |      |      |

Según el censo de 2001, la lengua materna de la mayoría de los habitantes, el 60,76%, es el ruso; del 38,99% es el ucraniano.

## Economía
La economía de Yurivka está basada en la minería de carbón; pero también tenía una fábrica de costura y tejidos.

## Infraestructura

### Transporte
Yurivka se encuentra a 7 km de la estación de tren Sbornaya en la línea Rodakove-Lijaya.

## Personas importantes
- Mikola Rudenko (1920-2004): escritor, filósofo y figura pública ucraniano, que fue disidente soviético y fundador del Grupo de Helsinki de Ucrania.